# 白公 (西漢)
白公（?—?），西汉关中水利家。赵国中大夫。曾主持修建关中白渠。
太始二年（前95年），郑国渠修成逾百年来长期失修，他奏请汉武帝在郑国渠以北再凿渠道，从谷口（今泾阳县王桥镇西北5公里处）修渠引泾水至栎阳（今西安市临潼区栎阳街道东北10公里处）注入渭水，引泾水灌田。获汉武帝准允后，勘测地形，设计方案，主持修建。开凿了三道水渠，可灌溉泾阳、礼泉。渠长二百里，灌溉农田四千五百余顷，民得其利。为纪念白公业绩，此渠被命名为“白渠”。